# (372024) Ayapani
(372024) Ayapani est un astéroïde de la ceinture principale.

## Description
(372024) Ayapani est un astéroïde de la ceinture principale. Il fut découvert le 24 août 2008 à Ishigakijima par l'observatoire Ishigakijima. Il présente une orbite caractérisée par un demi-grand axe de 3,01 UA, une excentricité de 0,22 et une inclinaison de 14,9° par rapport à l'écliptique.